# Crotonia unguifera
Crotonia unguifera är en kvalsterart som först beskrevs av Michael 1908.  Crotonia unguifera ingår i släktet Crotonia och familjen Crotoniidae. Inga underarter finns listade i Catalogue of Life.